# Pandanus nusbaumeri
Pandanus nusbaumeri är en enhjärtbladig växtart som beskrevs av Martin Wilhelm Callmander och Laurent Gautier. Pandanus nusbaumeri ingår i släktet Pandanus och familjen Pandanaceae. Inga underarter finns listade.